# Diospyros californica
Diospyros californica är en tvåhjärtbladig växtart som först beskrevs av Townshend Stith Brandegee, och fick sitt nu gällande namn av Ivan Murray Johnston. Diospyros californica ingår i släktet Diospyros och familjen Ebenaceae. Utöver nominatformen finns också underarten D. c. californica.